# Rehnsdorf (Drebkau)
Rehnsdorf, niedersorbisch Radušc, ist ein Gemeindeteil von Jehserig, einem Ortsteil der Stadt Drebkau im Landkreis Spree-Neiße in Brandenburg. Bis zum 10. Januar 1973 war Rehnsdorf eine eigenständige Gemeinde. Rehnsdorf zählt zum amtlichen Siedlungsgebiet der Sorben/Wenden.

## Lage
Rehnsdorf liegt in der Niederlausitz etwa drei Kilometer südöstlich der Stadt Drebkau und zehn Kilometer südlich von Cottbus. Umliegende Ortschaften sind Auras im Norden, der Neuhausener Ortsteil Groß Döbbern im Nordosten, die Spremberger Ortsteile Bühlow und Cantdorf im Südosten, Papproth im Südwesten, Jehserig im Westen sowie Löschen im Nordwesten.
Rehnsdorf liegt im Lausitzer Braunkohlerevier, unmittelbar südlich des Dorfes befindet sich der Braunkohletagebau Welzow-Süd. Durch Rehnsdorf verlaufen die Landesstraße 52 von Drebkau nach Spremberg sowie die Landesstraße 521 nach Cottbus. Östlich des Ortes verläuft die Bahnstrecke Berlin–Görlitz.

## Geschichte
Rehnsdorf wurde im Jahr 1527 als Reinstorff erstmals urkundlich erwähnt. 1727 wurde der Ort als Rensdorf bezeichnet. Der Ort ist vermutlich nach einem ehemaligen Dorfbesitzer benannt, er leitet sich von einem Vornamen mit der Vorsilbe Rei- ab.
Bis in das 19. Jahrhundert war Rehnsdorf ein überwiegend sorbischsprachiges Dorf. Für seine Statistik über die sorbische Bevölkerung in der Lausitz ermittelte Arnošt Muka in den 1880er-Jahren eine Einwohnerzahl von insgesamt 145, davon waren 98 Einwohner Sorben und 47 Einwohner Deutsche, was einem sorbischsprachigen Anteil von 68 % entsprach. 1887 beschreibt Lehrer Nowotny die Situation so: „Ältere Leute sprechen noch Wendisch, jüngere und Schulkinder unter sich und z.T. auch in der Familie Deutsch.“
Nach dem Wiener Kongress kam die gesamte Niederlausitz an das Königreich Preußen. Bei der Kreisneubildung 1816 kam Rehnsdorf in den Landkreis Calau. Am 27. Juni 1950 wurde Rehnsdorf in den Landkreis Spremberg umgegliedert. Am 25. Juli 1952 wurde die Gemeinde dem neu gebildeten Kreis Spremberg im Bezirk Cottbus zugeordnet. Am 10. Januar 1973 wurde Rehnsdorf in den Kreis Cottbus-Land umgegliedert und nach Jehserig eingemeindet. Nach der Wende lag Rehnsdorf zunächst im Landkreis Cottbus und wurde nach der Kreisreform im Dezember 1993 dem Landkreis Spree-Neiße zugeordnet. Am 31. Dezember 2001 wurde Jehserig zusammen mit seinen Gemeindeteilen sowie den bis dahin ebenfalls eigenständigen Gemeinden Casel, Domsdorf, Greifenhain, Laubst, Leuthen, Schorbus und Siewisch in die Stadt Drebkau eingegliedert.

## Bevölkerungsentwicklung
| Einwohnerentwicklung in Rehnsdorf von 1875 bis 1971 | Einwohnerentwicklung in Rehnsdorf von 1875 bis 1971 | Einwohnerentwicklung in Rehnsdorf von 1875 bis 1971 | Einwohnerentwicklung in Rehnsdorf von 1875 bis 1971 | Einwohnerentwicklung in Rehnsdorf von 1875 bis 1971 | Einwohnerentwicklung in Rehnsdorf von 1875 bis 1971 | Einwohnerentwicklung in Rehnsdorf von 1875 bis 1971 | Einwohnerentwicklung in Rehnsdorf von 1875 bis 1971 |
| Jahr                                                | Einwohner                                           | Jahr                                                | Einwohner                                           | Jahr                                                | Einwohner                                           | Jahr                                                | Einwohner                                           |
| --------------------------------------------------- | --------------------------------------------------- | --------------------------------------------------- | --------------------------------------------------- | --------------------------------------------------- | --------------------------------------------------- | --------------------------------------------------- | --------------------------------------------------- |
| 1875                                                | 169                                                 | 1925                                                | 191                                                 | 1946                                                | 233                                                 | 1971                                                | 164                                                 |
| 1890                                                | 166                                                 | 1933                                                | 162                                                 | 1950                                                | 229                                                 |                                                     |                                                     |
| 1910                                                | 196                                                 | 1939                                                | 149                                                 | 1964                                                | 187                                                 |                                                     |                                                     |